# داخ
داخ (به لاتین: Dakh) یک رود در روسیه است که در آدیغیه واقع شده‌است.